# Martunis Sarbini
Martunis Sarbini, född 2 maj 1997, känd som Martunis, är en indonesisk tidigare fotbollsspelare som spelade som anfallare. Han blev känd 2005 efter att ha överlevt jordbävningen och tsunamin i Indiska oceanen 2004 och hittats av en grupp journalister när han vandrade på en strand.

## Fotbollskarriär
Martunis Sarbini rekryterades av Sporting Lissabon och blev medlem av deras akademi i Portugal. Efter en knäskada 2017 under en välgörenhetsmatch drog Martunis sig tillbaka från fotbollsspel.